# Андресикова, Яна
Яна Андресикова (чеш. Jana Andresíková, 2 апреля 1941[…], Кромержиж, Южноморавский край[…] — 19 октября 2020[…], Мельник, Чехия[…]) — чешская актриса театра и кино.

## Биография
Училась актёрскому мастерству в Академии музыки и исполнительского искусства Яначека в Брно. По окончании Академии в 1964 году поехала в Прагу и получила свою первую профессиональную позицию в Авангардном театре Маринготка (1964—1966), после чего в течение двух лет была участницей «Divadlo za branou» («Театр за воротами») (1966—1968). С 1969 года работала свободной актрисой.
Её яркий голос часто использовался при дубляже и на записи на радио. Среди прочего, она озвучивала американскую актрису Вупи Голдберг в фильме «Действуй, сестра», а в 2010 году была удостоена премии Франтишека Филиповского за заслуги в дубляже.
Преподавала в Академии Яначека и в частной актёрской школе в Праге.
Умерла после длительной болезни и осложнений со здоровьем, связанных с covid-19.

## Фильмография

### Актриса
- 1994 «Джорджино»
- 1993 Арабелла возвращается — пани Че́рна
- 1987 Хомяк в ночной рубашке
- 1985 Кукушка в тёмном лесу — фрау Хёпфнер
- 1979 Кошачий принц
- 1979 Арабелла (телесериал) — ведьма
- 1978 Молодой мужчина и белый кит
- 1978 Западня для утки — официантка Рената Завеска
- 1977 Больница на окраине города
- 1976 Наконец-то мы понимаем друг друга
- 1975 Невеста с прекрасными глазами
- 1974 — 1979 Тридцать случаев майора Земана
- 1972 …и передайте привет ласточкам / …a pozdravuj vlaštovky
- 1970 Валери и неделя чудес / Valerie a týden divu
- 1969 Шутка / Žert
- 1969 Джентльмены / Svetáci

### Озвучивание
- 1984 Бесконечный замок | Zámek Nekonečno
- 1970 Валери и неделя чудес | Valerie a týden divu